# Tetrastigma venulosum
Tetrastigma venulosum är en vinväxtart som beskrevs av Cheng Yih Wu. Tetrastigma venulosum ingår i släktet Tetrastigma och familjen vinväxter. Inga underarter finns listade i Catalogue of Life.